# Volta (motorfiets)
Volta is een Belgisch historisch merk van motorfietsen.
De bedrijfsnaam was Eycken en Gillot, Brussel.
Zij gingen in 1932 175cc-motorfietsen en de 100cc-Voltanette-bromfiets verkopen. Deze machines produceerden ze echter niet zelf; Ze waren bij Gillet Herstal ingekocht en middels badge-engineering van een eigen logo voorzien. Waarschijnlijk werd de verkoop al in hetzelfde jaar beëindigd.